# 평균곡률
평균곡률(Mean curvature)은 소피 제르맹이 제안한 곡률으로 모든 각도에 대한 곡률의 평균값이다.

## 응용

### 극소곡면
극소곡면은 평균곡률이 0인 곡면이다.

### 상수평균곡률곡면
상수평균곡률곡면(Constant-mean-curvature surface)은 평균곡률이 상수인 곡면이다. 구면은 가우스 곡률도 상수이고 평균곡률도 상수인 곡면이다.

## 같이 보기
- 초곡면
- 가우스 곡률